# Stanhopea
Stanhopea es un género de orquídeas con unas 55 especies de orquídeas epífitas y algunas de hábitos terrestres, que crecen desde México hasta el norte de Argentina.   

## Descripción
Las especies de Stanhopea presentan pseudobulbos ovoides de color verde que llevan en su parte superior una hoja plegada, elíptica y larga.
Son apreciadas por sus complejas flores, normalmente fragantes, de formas espectaculares y corta vida. Cuando son cultivadas, sus inflorescencias cuelgan fuera del cesto que las contiene, por lo que utilizan cestos con suficientes rendijas para permitir el paso de la inflorescencia.

La mayoría de las flores de Stanhopea tienen un cuerno elegante y prominente en la parte media del labelo (mesoquilo), excepto  S. annulata, S. avicula, S. cirrhata, S. ecornuta y S. pulla. Una pocas tienen solo un cuerno corto basal (hipoquilo): S. candida, S. grandiflora, S. reichenbachiana, S. tricornis y el híbrido   S. x herrenhusana. Estas excepciones se denominan " especies de Stanhopea primitivas".

Todas las Stanhopeinae son polinizados por abejas metálicas de las orquídeas (Euglossinae) que colectan perfume en las flores. Mediante las esencias generadas en el hipoquilo del labelo, el macho de las abejas  euglosinas (también llamadas abejas de las orquídeas) es atraído. Se acerca y aterriza sobre el labelo y busca la fuente del aroma en la cueva del hipoquilo. Con las patas delanteras equipadas con cepillos la abeja empieza a colectar las sustancias químicas del perfume floral. Cuando los cepillos están saturados, la abeja se deja caer y está centrada por los cuernos laterales y guiada hacia la punta de la columna donde se encuentra el estigma y la antera. Allá la abeja arrastra la polinia o polinario, el cual se pega debajo de su escutelo. Cuando abandona la flor, los polinarios que llevaba adheridos de otras flores de la misma especie que visitó anteriormente se depositan en el estigma. La hibridación con otras especies del mismo género no ocurre porque las diferentes especies tienen diferentes composiciones de aroma floral y porque los diferentes euglosinos tienen preferencias particulares.
La mayoría de las especies son plantas robustas que en cultivo se desarrollan rápidamente.

## Hábitat
Esta orquídea epifita se encuentra en bordes de ríos y en la sombra profunda de bosques húmedos con sustratos rocosos, crece desde el nivel del mar hasta alturas de 1800 msm.

## Especies deStanhopea
La especie tipo es: Stanhopea insignis J.Frost ex Hook. 1829
- S. anfracta (sudeste Ecuador a Bolivia)
- S. annulata (sur Colombia a Ecuador)
- S. avicula (Panamá)
- S. bueraremensis (E. Brasil)
- S. candida (S. América trop.)
- S. cirrhata (C. América)
- S. confusa G.Gerlach & Beeche (2004) (Costa Rica)
- S. connata (Ecuador a Perú)
- S. costaricensis (C. América)
- S. deltoidea (Perú a Bolivia)
- S. dodsoniana (S. México a Nicaragua)
- S. ecornuta (C. América)
- S. embreei (Ecuador)
- S. florida (= S. nigripes; Ecuador a Perú)
- S. frymirei (probablemente sinónimo de S. embreei; E. Ecuador)
- S. gibbosa (= S. carchiensis, = S. impressa; Colombia, E. Ecuador)
- S. grandiflora (Trinidad a Amazonía y Orinoquía)
- S. graveolens (S. México a Honduras)
- S. greeri (Perú?)
- S. haseloviana (norte Perú)
- S. hernandezii (centro & sudoeste México) - coatzontecoxochitl, flor de cabeza viperina .[1]
- S. intermedia (sudoeste México)
- S. insignis (E. Brasil)
- S. jenischiana (oeste Sudamérica) - torito de Quito[1]
- S. lietzei (E. Brasil)
- S. maculosa (oeste México)
- S. maduroi (Panamá)
- S. manriquei Jenny & Nauray  (2004) (Perú)
- S. martiana (sudoeste México)
- S. napoensis (Ecuador)
- S. naurayi Jenny (2005) (Perú)
- S. novogaliciana (probablemente sinónimo de S. intermedia; México - Nayarit, Jalisco)
- S. nicaraguensis (Nicaragua)
- S. oculata (México a Colombia, sudeste Brasil)
- S. ospinae (Colombia)
- S. panamensis (Panamá)
- S. peruviana (Perú)
- S. platyceras (Colombia)
- S. posadae Jenny & Braem 2004 (Colombia)
- S. pozoi (Ecuador a Perú)
- S. pseudoradiosa (probablemente sinónimo de S. radiosa; sudoeste México)
- S. pulla (Costa Rica to Colombia)
- S. quadricornis (Venezuela)
- S. radiosa (oeste México)
- S. reichenbachiana (Colombia)
- S. ruckeri (= S. inodora; México a C. América)
- S. saccata (México -Chiapas to C. América)
- S. shuttleworthii (Colombia)
- S. stevensonii (Colombia)
- S. tolimensis (Colombia)
- S. tigrina (México)
- S. tigrina var nigroviolacea (México)
- S. tricornis (oeste Sudamérica)
- S. wardii (C. América a Venezuela)
- S. whittenii (S. México a Nicaragua)
- S. warszewicziana (Costa Rica)
- S. xytriophora (Perú a Bolivia)

## Híbridos Naturales
- Stanhopea × fowlieana (Stanhopea costaricensis × Stanhopea ecornuta) (Costa Rica)
- Stanhopea × herrenhusana (Stanhopea reichenbachiana × Stanhopea tricornis) (Colombia)
- Stanhopea × horichiana (Stanhopea ecornuta × Stanhopea wardii) (Costa Rica)
- Stanhopea × lewisae (Stanhopea ecornuta × Stanhopea inodora) (Guatemala)
- Stanhopea × thienii (Stanhopea annulata × Stanhopea impressa) (Ecuador)